# ساموئل لوپز
ساموئل لوپز (انگلیسی: Samuel López؛ زادهٔ ۲۳ اکتبر ۱۹۹۱) بازیکن فوتبال اهل اسپانیا است.
از باشگاه‌هایی که در آن بازی کرده‌است می‌توان به باشگاه فوتبال رئال مورسیا اشاره کرد.